# Ордин, Кесарь Филиппович
Кесарь Филиппович Ордин (4 (16) апреля 1836 — 5 (17) июня 1892) — гофмейстер Двора Его Императорского Величества, состоявший при министре внутренних дел; попечитель больницы Св. Николая Чудотворца и ремесленного училища Цесаревича Николая Александровича; писатель.

## Биография
Родился 4 (16) апреля 1836 года; происходил из дворян Санкт-Петербургской губернии.
По окончании с серебряной медалью курса в Санкт-Петербургской 3-й гимназии, а затем физико-математического факультета Императорского Санкт-Петербургского университета 25 января 1857 года поступил на службу канцелярским чиновником в Санкт-Петербургский надворный суд, откуда вскоре перешёл в Канцелярию петербургского военного губернатора.
Быстро повышаясь по службе, он в 1861 году был уже начальником отделения канцелярии военного генерал-губернатора; в 1865 году был назначен членом особого комитета по устройству временных больниц по случаю свирепствовавшего тогда в Петербурге тифа; осматривая, по должности, одну из больниц, Ордин заразился тифом, но, впрочем, скоро поправился и продолжал службу с прежним усердием. За труды по устройству временных больниц Ордин получил орден Св. Владимира 4-й степени и вскоре после того был пожалован в камер-юнкеры.
Год спустя России снова стала грозить эпидемия, ещё более опасная — холера. По Высочайшему повелению был учрежден особый комитет для изыскания мер против этой ужасной болезни. Одним из членов этого комитета и делопроизводителем его был назначен Ордин, как человек, приобретший в предыдущую тифозную эпидемию репутацию самоотверженного, энергичного и опытного деятеля. В следующем 1867 году Ордин был назначен правителем дел Попечительского совета учреждений общественного призрения в Санкт-Петербурге и затем, с введением городового положения, был избран в члены городской санитарной комиссии.
Ещё через год Россию постигло новое бедствие — голод, и для доставления пособия пострадавшим от неурожая был учрежден комитет, членом-делопроизводителем которого был назначен Ордин. В том же году Ордину, помимо этой обязанности, пришлось вести делопроизводство в комитете для изыскания средств к устройству в С.-Петербурге гражданской госпитальной части. Наконец, в 1870 году Ордин был назначен членом распорядительного комитета по устройству дома призрения душевнобольных.
Произведенный в 1871 году в действительные статские советники в звании камергера, Ордин с 1872 года состоял членом Попечительского совета учреждений общественного призрения в Санкт-Петербурге и попечителем больницы св. Николая Чудотворца, а затем состоял попечителем ремесленного училища Цесаревича Николая, постоянно принимая в то же время участие в разных комиссиях при Министерстве внутренних дел.
Определением Правительствующего сената, состоявшимся 17 октября 1872 года, действительный статский советник в звании камергера Кесарь Филиппов Ордин по личным заслугам признан в потомственном дворянском достоинстве, с правом на внесение в третью часть дворянской родословной книги вместе с сыновьями: Борисом, Сергеем и Георгием (Герб. XIII, 131).
В 1889 году был пожалован чином гофмейстера. Такое пожалование было повышением в чине с 4-го класса Табели о рангах до 3-го. Новый придворный чин соответствовал гражданскому чину тайного советника.

### Финляндия
Купив в конце 1870-х годов имение в Финляндии (в Выборгской губернии), он не мог не обратить внимания на то тяжелое положение, в котором были русские, вынужденные по тем или другим причинам жить в Финляндии. Это побудило его приняться за изучение истории края. Ознакомившись с финским и шведским языками, а также и с литературой на этих языках, касающейся государственного устройства края, Ордин стал работать в правительственных архивах, проверяя по подлинным документам правдивость сообщаемых финляндскими историками сведений. Вскоре он должен был убедиться, что весьма часто тот или другой приводимый у финляндских историков государственный акт не вполне, а иногда и совершенно не соответствовал подлинному документу.
К этому времени относятся его первые статьи о Финляндии, которые он помещал в «Русском Вестнике», а затем и в некоторых других повременных изданиях, в последние же годы своей жизни он помещал свои статьи преимущественно в «Московских Ведомостях»; некоторые из них вошли в изданный редакцией этой газеты сборник «Финляндская окраина России». Помимо этих статей Ордин в 1889 году издал большое двухтомное исследование «Покорение Финляндии», в котором на основании отысканных им, большей частью ранее нигде не напечатанных источников, изложил историю покорения Финляндии русскими и утверждения в ней русской власти. Это исследование было удостоено Императорской Академией Наук премии имени митрополита Макария.
Другой крупной научно-литературной работой Ордина был изданный им русский перевод сочинения сенатора финляндского сената Мехелина «Конституция Финляндии». В примечаниях к этому сочинению Ордин подробно разобрал всю работу Мехелина и доказал неосновательность большей половины приводимых Мехелином положений о Финляндской конституции.
К. Ф. Ордин скончался 5 июня 1892 года в своем имении в Финляндии. Похоронен на Новодевичьем кладбище в Санкт-Петербурге.

## Сочинения
- Попечительский совет заведений общественного призрения в С.-Петербурге. Очерк деятельности за пятьдесят лет 1828-1878. — СПб.: Типография второго отделения Собственной Его Императорского Величества канцелярии, 1878.
- Речь, произнесенная в Торжественном собрании Спб. попечительного совета в день пятидесятилетия 7 января 1878 года членом Совета д. с. с. в звании камергера Ординым. 1878.
- Покорение Финляндии : Опыт описания по неизд. источникам Санкт-Петербург : тип. И. Н. Скороходова, 1889.
- Собрание сочинений по финляндскому вопросу : С послед. портр. автора. Т. 1-3. Санкт-Петербург, 1908—1909 (тип. А. С. Суворина).

## Семья
Был женат на Софье Алексеевне Андреевой (1844—9.02.1919).
Дети:
- Борис (1.12.1866 — после 1935; в некоторых источниках называется дата 1.7.1939[4]) — историк, переводчик; в 1935 году был сослан в Астрахань как «социально чуждый элемент»[5];
- Сергей (1870-е — ?)[4];
- Георгий (1870-е — ?)[4].